# Deltentosteus collonianus
Deltentosteus collonianus är en fiskart som först beskrevs av Risso 1820.  Deltentosteus collonianus ingår i släktet Deltentosteus och familjen smörbultsfiskar. Inga underarter finns listade i Catalogue of Life.